# 月下麗人
月下麗人（げっか・れいじん）は日本の造形作家、デジタルスカルプチャー。2020年より主に国内ガレージキットイベントで活動。2024年より商業フィギュア・カプセルトイの原型師も請け負う。オリジナル作品はBOOTHの月下麗人のページで販売中。2024年スカルプターズラボ01掲載。2025年3月スカルプターズ・データベース掲載。(リンク)
※BUCK-TICKの曲「月下麗人」はこちら(アルバム:RAZZLE DAZZLEへ)

## 概要
グラフィックアーティストとして活動していたJUN MISAKI氏を中心に結成。2020年よりデジタル環境での造形活動を開始したことをきっかけに海洋堂の主催するワンダーフェスティバルへ出展。以降、ボークスの主催するホビーラウンドや国内大小問わず立体造形物イベントへ参加。主な出展イベントは活動を参照。

## 作風・エピソード
マヤ文明の遺跡「パレンケの棺」に着想を得た「TOBUHITO」、縄文時代の火焔型土器をモチーフとした「KAEN」など、オリジナル作品は遺物、建築物、妖怪から着想を得てフィギュア造形を行う。既存版権作品の立体化を出かける場合は円谷プロの特撮作品や70年代から90年代のアニメ作品を選ぶことが多い。
(作品を参照)
作品を評価する著名人も多く、ワンダーフェスティバルでは麻宮騎亜や樋口真嗣などもディーラーブースに訪れる。海外からの支持もあり、映画監督のギレルモ・デル・トロは月下麗人の作品やディーラーカードをたびたび自身のXで紹介している。
一般的なジャンルとしては「モンスター」「クリーチャー」に分類されるが、国内フィギュアメーカーであるCCP元代表の延藤なおき氏は「モンスターやクリーチャーでもなく、このジャンルでは唯一無二。」と評した。

## 作品
作品
主な作品は※スカルプターズ・データベースに掲載。
『戦国魔伝』シリーズ
月下麗人が展開するシリーズ作品の一つ。
【ストーリー】
時は戦国時代。戦に明け暮れる武将達が戦場で命を散らし、その御霊が結晶化し実体化した魔人たち…
彼等は生前の武将達の特技に特化し、時として蛇や龍をも媒介として転生…
彼等に人の意思は無く戦闘本能のみを持ち、互いにぶつかり合っている。
また、力によって階級があり高位の魔人には戦闘本能以外の意思が宿っていると囁かれるが真偽不明…
【キャラクター】
- 牙真魔流
- 剣真魔流
- 蛇真魔流
- 月影魔流
- 月刀魔流
- 狂真魔流
- 龍真魔流

## 活動
主なイベント出展
- ワンダーフェスティバル(夏・冬)
- デザインフェスタ
- ホビーラウンド
- GWCオリオン
- カリスフェスタ
- となりのモケイフェスティバル

書籍
- 2024年8月:スカルプターズラボ01に作品を掲載

原型
- 2024年:魔界 collection (コレクション) (株式会社HMAより発売)

## 参考
スカルプターズ・ラボスカルプターズ・データベース「【スカルプターズ・データベース】遺物、建築物、妖怪から着想を得て作り上げる造形デザイン　月下麗人」より